# 混沌之戒
《混沌之戒》是由Media.Vision開發的電子角色扮演手機遊戲，由史克威爾艾尼克斯公司發行，共分為三部加一個外傳。遊戲以濃厚的奇幻風與動聽的音樂為特點，具有高效能的運作與龐大的劇情與為數眾多場景與特效，中間更有穿插很多惡搞劇情，動畫同樣精美。作品之后又有三部衍生游戏：前传《混沌之戒Ω》、《混沌之戒II》和《混沌之戒III》。

## 系統設定
《混沌之戒》是角色扮演遊戲，混沌之戒系列第一個長篇遊戲。畫面具有濃重的奇幻風格，構圖精美。
- 合作戰鬥是混沌之戒的一大特點。遊戲中亦有其他輔助系統，類似於打寶、隱藏魔王等令遊戲更富變化。
- 遊戲又有豐富的解謎遊戲，引人入勝。
- 能力是靠打倒敵人獲得基因板獲得，但也有劇情獲得的人類基因能力。
- 遊戲的音樂採用高等音質，用奇幻動聽的音樂營造出了動人且氣勢磅礴的場景。
- 遊戲中的迷宮設計屬於簡單的一種。
- 不過礙於多角色的限制，所以要分角色來玩，所以每角色迷宮場景都一樣，而且要靠打寶來，這是一個不足。

## 故事

### 情节
《混沌之戒》的故事背景是招喚5組戰士，並在方舟決鬥，最後打倒代理人進入結局是要回到一萬年前的地球培育後代打倒感質體。
之後再進入遊戲，可以打倒真代理人打倒方舟之後就準備進入最後戰鬥。
只要四組人馬都完成劇情，即可進入最後決鬥，打倒感質體。

### 角色介紹
艾夏
- 艾夏 － 遊戲男主角，在隊伍中隸屬戰士型，喜歡繆夏，想要長生不老。
- 繆夏 － 遊戲女主角，在隊伍中隸屬法師型，喜歡艾夏，舊名艾達。

伊魯卡
- 伊魯卡 － 遊戲女主角，在隊伍中隸屬戰士型，喜歡夏默。
- 夏默 － 遊戲男主角，在隊伍中隸屬法師型，喜歡伊魯卡。

歐加
- 歐加 － 遊戲男主角，在隊伍中隸屬戰士型，喜歡瓦緹，上一次方舟獲勝者。
- 瓦緹 － 遊戲女主角，在隊伍中隸屬法師型，喜歡歐加，上一次方舟獲勝者。

稔太
- 稔太 － 遊戲男主角，在隊伍中隸屬戰士型，喜歡八惠，曾以為八惠是真名，方舟創始人，本和緹亞是一對。
- 八惠 － 遊戲女主角，在隊伍中隸屬法師型，喜歡稔太，真名的影武者之一。是也救了家人。

## 影响
作品之后又三部衍生游戏：前传《混沌之戒Ω》、《混沌之戒II》和《混沌之戒III》。
《混沌之戒Ω》的故事背景是招喚5組戰士，並在方舟決鬥，最後打倒代理人是混沌之戒歐加組上一次進入方舟的故事。《混沌之戒II》和《混沌之戒III》为后传，最後要打倒代理人進入結局是要回到一萬年前的地球培育後代打倒感質體。
《混沌之戒III》的PlayStation Vita版除了游戏本身，还包含前傳三部曲。

## 外部連結
- 官方网站